# Грузьке (Кролевецька міська громада)
Гру́зьке — село в Україні, у Кролевецькій міській громаді Конотопського району Сумської області. Населення становить 881 осіб. До 2017 орган місцевого самоврядування — Грузчанська сільська рада.
Село лежить за 5 км від центру територіальної громади м. Кролевець. Село відоме з 60-х років XVII ст.

## Географія
Село Грузьке лежить за 2 км від правого берега річки Реть. На відстані 1,5 км лежать села Мостище і Тарасівка. Селом тече річка Грузька (довжина 12 км, права притока Реті). Воно оточене лісовим масивом (дуб). Поруч пролягають автомобільна дорога Т 1907 і залізниця, станція Реть за 3,5 км.

## Символіка
На гербі на чорному тлі зображений білий голуб з червоними лапами. Над голубом на червоному тлі зображені два жовті пернача. Голуб - відсилка до засновника села Івана Голуба. Два пернача вказують на шляхетське козацьке походження (червоне тло з герба роду Голубів, крім того сам голуб зображений в кольорах герба роду) і родинні зв'язки з гетьманом Іваном Самойловичем, який надав йому болотисті торфисті землі (чорне тло). Те що голуб іде по багнищу і не грузне вказує на назву села Грузьке (герб є зворотно промовистим), а також на завзятість і силу духу місцевих мешканців, що змогли обжити такі місця.

## Історія
На північ від Батурина, гетьманської столиці Лівобережжя, землі були вкриті віковими лісами, болотами, річками та озерами. Оселятися тут, на відміну від східних земель, було значно тяжче, адже під поля потрібно було осушувати болота й вирубувати ліси. Але переселенців хвилювало найголовніше — безпека життя. Вони знали: так далеко кримські ординці не заходять, та й віддають перевагу здебільшого степовій частині України.
У цей час Іван Голуб із старовинного роду Голубів, який мешкав у селі Красний Колядин під Прилуками, отримав від гетьмана І. Самойловича право на володіння землею за одну козацьку милю (10 км) на північ від м. Кролевець.
У тяжкій праці господар ставив хутір: спочатку збудували невелику хату та хлів, потім загатили річечку й заклали водяний млин… Згодом сюди почали приходити біженці з Правобережжя, які, не маючи права на землю, з дозволу Голуба поселялися поруч і обзаводились власним господарством. Спільно з власником хутора поселенці створили майстерню, яка згодом стала невеликим заводом з виготовлення скляних виробів. Цьому сприяли і наявність піску, який чудово підходив для виробництва скла, і досвід одного із переселенців, який у минулому працював на подібних підприємствах у Польщі. Польською мовою «склу» відповідає «гута», а тому і по селення Івана Голуба згодом стали всі називати Гутою.
Поселення розросталося: будувалися, як правило, на горбах, обходячи болота; працювали як на землі, так і на «гуті», створюючи власними руками свій добробут. Доказом достатку поселян стала поява шинку, у якому не лише випивали, а й просто збиралися для розмов та обговорення подій.
Але заможність завжди, на жаль, породжує заздрість. Не обійшло це лихо й Івана Голуба: його хутір стояв окремо від садиб поселенців і мав вигляд добре облаштованого господарства. Обнесений дубовим колоддям, він міг навіть витримати деякий час облогу ворогів. Але їх у Голуба не було, поки гетьманом був Самойлович. До того ж підтримкою були чоловіки двох його онук від сина Захара — переяславський полковник Мирович та прилуцький полковник Горленко. Але гетьман Самойлович внаслідок власних помилок та підступів його недоброзичливців став жертвою наклепу: царю Олексію донесли, що буцімто гетьман веде таємні переговори з ляхами і кримським ханом. Його доля була передбачена: спочатку Москва, а потім — Сибір, де він і помер у 1690 році.
Гетьманом було проголошено Івана Степановича Мазепу. Для Голубів розпочалися тривожні дні. Все частіше з боку Кролевця почав з’являтися кролевецький сотник Іван Маковський, який придбав малопридатні для обробітку болотисті землі поблизу поселення Голуба у місцевого козака Різнеченка. Будучи кумом І. Мазепи, Маковський вирішив скористатися тим, що Голуб залишився без покровителя (тобто свого зятя Самойловича), і почав умовляти нового гетьмана передати на «законній підставі», тобто іменним універсалом, землі І. Голуба йому. Але Мазепа як мудра людина розумів, що не варто наживати відразу двох ворогів з боку впливових полковників, зятів Голуба, і відмовив Маковському. Час йшов, а кролевецький сотник від свого не відступав: підкуплював у Батурині різних чиновників, щоб домогтися захоплення голубівських володінь. Скориставшись тим, що до Кролевця все частіше прибували біженці з Правобережжя, Маковський почав щедро наділяти їх орендною землею за Реттю по буграх, допомагаючи переселенцям облаштуватися на новому місці.
З боку Кролевця через повноводну Реть було важко добиратись, тож люди, шукаючи коротший шлях через болото з боку Подолова, намостили з колод гать, тому й хутір, який з’явився тут згодом, отримав назву Мостище.
У цей час помирає засновник Гути Іван Голуб, а згодом — і його син Захар. Користуючись тим, що господарством почала управляти вдова Захара Марія з сином Остапом, Маковський зумів отримати від Мазепи бажаний універсал на володіння голубівським поселенням. Це відбулося у далекому 1690 році, що, до речі, збіглося з датою смерті у далекому Тобольську гетьмана Івана Самойловича.
З того року розпочалася тяжба між Марією, вдовою Захара Голуба, і кролевецьким сотником. Серце жінки не витримало і вона померла, а незабаром помер і її син Остап, залишивши по собі дружину Марію з двома дітьми. Марія була безсилою у боротьбі з такою людиною, як Маковський, котрий з отриманням Мазепою булави відчув себе дуже впевнено і незалежно. Це було зумовлено тим, що його кум, гетьман Іван Мазепа в ці роки був у фаворі у молодого царя Петра I. Отже, отримавши слободу Голуба, Маковський не став продовжувати займатися виробництвом скла, що, безумовно, давало б непоганий прибуток, а навпаки — слобідку розорив, будинки зруйнував, а її жителів змусив переселитися до сво-
го поселення з боку Кролевця, яке вже іменували як Грузьке.
У 1722 році, після заснування у Глухові Малоросійської колегії Маковський зумів підкріпити своє право як на власні землі, так і на землі Голуба особливою царською грамотою. Вдова Остапа Голуба, у свою чергу, звернулася з позовом до Генеральної канцелярії про протиправні дії Маковського як кума гетьмана Мазепи. Було проведено слідство, у результаті якого Марії Голуб у задоволенні позову було відмовлено. Зі смертю Івана Маковського село Грузьке як спадщина перейшло до його сина Дементія. Від нього, у свою чергу, — до його доньки Марини, яка була у шлюбі з сином полтавського писаря Олександра Чуйкевича, відомого в Малоросії як автора ʺМалоросійських правʺ, а їхній онук — генерал Чуйкевич П. О. стане героєм Вітчизняної війни 1812 року.
Згідно опису Новгородсіверського намісництва (1779-1781) село Грузька знаходиться на болотистих берегах річки Грузька, є дерев'яна церква. Володіння бунчукових товаришів Войцеховича і Маньковського, та дружини військового товариша Чуйкевича.
На річці Грузька було збудовано 2 млини. Один був в урочищі Гута, а другий в центрі села.
В 1922 році тихо докотилася хвиля колективізації до села Грузьке. На території села було утворено колгоспи „Більшовик” і  „Червоний трудовик”. Після голодомору 1933 року з усіх колгоспів було організовано один, який назвали колгосп імені Фрунзе. Під час колективізації було розкуркулено багато заможних селян, багато було вислано в Сибір. З них повернувся лише один.
Під час Великої Вітчизняної війни через село не пролягала лінія фронту. Хоча чорним крилом вона торкнулася кожної сім’ї , кожної людини. Пішло на фронт із села 437 чоловік. З них не повернулося 157 чоловік. Їх імена навічно викарбувані на обеліску в центрі села. Було примусово забрано в Німеччину 52 чоловіки, повернулось 48 чоловік, 185 жінок залишилися вдовами, з дітьми на руках, яких потрібно було одягати, годувати і виростити хорошими людьми. Тому дружно всі взялися до праці, до відновлення колгоспу. Добрими словами згадують вдови перших повоєнних бригадирів Мороз Олександра Павловича та Петрусенка Василяю
Вже в 1950-их роках скрізь чулися пісні, життя ставало веселішим і заможнішим. Хоча і важкою працею давались врожаї картоплі, пшениці на бідних піщаних грунтах. Найбільшого піднесення с/г виробництва набув колгосп імені Фрунзе в 70-их роках. Особливо славилась в той час 3 ланка по вирощуванні картоплі, урожайність якої досягала 250ц/га.  Ланка Бур М.І. вийшла переможцем в  республіканському  змаганні, за що колгосп отримав Перехідний Червоний Прапор, цінний подарунок.
Високих результатів добивались тваринники свиноферми, де завідуючим був Шкурін П.Е. Передова свинарка Колесник Г.О. кавалер ордена Леніна від кожної свиноматок одержувала по 28 поросят.
Почалося будівництво в селі Колгоспники будували собі нові будинки. Було збудовано магазин, адміністративний будинок , побудовано дитячий садок на 90 місць. їдальню, гуртожиток на 100 місць, будинок культури, бібліотеку. Збудовано 47 квартир для робітників. В 1990 році введено в дію нову школу на 162 місця. В Грузчанському лісництві збудовано новий цех по переробці вітамінного борошна і нові будинки для робітників.
У Грузькому проживають турки-месхетинці та діє мусульманська громада Духовного управління мусульман України.
12 червня 2020 року, відповідно до розпорядження Кабінету Міністрів України № 723-р «Про визначення адміністративних центрів та затвердження територій територіальних громад Сумської області», село увійшло до складу Кролевецької міської громади.
19 липня 2020 року, в результаті адміністративно-територіальної реформи та ліквідації Кролевецького району, увійшло до складу новоутвореного Конотопського району.

## Пам'ятки
- Кочубеївський заказник- ландшафтний заказник місцевого значення площею 75,9 га. Розташований неподалік с. Грузьке в заплаві р. Реть. Територія заказника тягнеться смугою вздовж русла на правому березі річки Реть. Колись тут проводилися торфорозробки. Після їх припинення поступово відбувається відновлення рослинного покриву. Межує з ботанічним заказником "Ретинський".
- Ретинський заказник - ботанічний заказник місцевого значення площею 30,0 га. Розташований на відстані 4 км на схід від с. Грузьке у Гружчанському лісництві у межах Кролевецького району Сумської області в правобережній частині долини р. Ретик (притока р. Реть). Заказник "Ретинський" - це добре збережені типові комплекси рослинного та тваринного світу. Найбільшу цінність цієї ділянки становить зростання тут льодовикового релікту берези низької.
- Заповідні  урочища Ділянка лісу та Тіпка.

## Відомі люди
- Колесник Микола Іванович (1969) — український шаховий композитор, міжнародний майстер з шахової композиції, віце-чемпіон світу у складі збірної команди України.
- Сірик Григорій Трохимович (1918—2002) — український письменник на еміграції. Псевдонім — Грицько Сірик.
- Олександр Смик (нар. 1957) — український бард, поет, драматург.

### Померли
- Прокіп Котляров (1797—1856) — український культурний діяч, письменник, поет і драматург.